# 馬哈拉施特拉節
馬哈拉施特拉節（馬拉提語：महाराष्ट्र दिन）是一個訂定在每年5月1日的馬哈拉施特拉邦邦定節日，目的是為了紀念馬哈拉施特拉邦的建立。

## 背景
1956年時，政府決定根據人民的使用語言重新劃分行政區塊，而印度議會於1960年4月25日通過了該改革法案，並於5月1日生效，為了紀念這個重大的改革而設立此節日。

## 紀念活動
2011年為馬哈拉施特拉邦建立50周年的日子，因此在全馬哈拉施特拉邦特別進行了金禧慶祝活動。

## 資料來源
1. ↑  . OfficeHolidays.   [2016-05-27]. （原始内容存档于2017-09-28）. （页面存档备份，存于）
2. ↑  . Maharashtra Tourism.   [2016-05-27]. （原始内容存档于2015-05-02）. （页面存档备份，存于）
3. ↑  . 印度政府.   [2012-12-06]. （原始内容存档于2021-05-19）. （页面存档备份，存于）
4. ↑  . 印度政府.   [2012-12-06]. （原始内容存档于2011-12-03）. （页面存档备份，存于）
5. ↑  . 印度時報.   [2012-12-06]. （原始内容存档于2013-01-26）. Archive.today的存檔，存档日期2013-01-26
6. ↑  . rediff.com.   [2012-12-06]. （原始内容存档于2016-06-24）. （页面存档备份，存于）